# Костелёво (Пореченская волость)
Костелёво — деревня в Великолукском районе Псковской области России. Входит в состав сельского поселения «Пореченская волость».
Расположена на юге волости, у левого берега реки Ловать (юго-западнее озера Урицкое), в 55 км к югу от райцентра Великие Луки и в 20 км к югу от волостного центра Поречье.

## Население
Численность населения деревни по состоянию на 2000 год составляла 6 жителей, на 2010 год — 3 жителя.

## История
До 2005 года деревня входила в состав ныне упразднённой Урицкой волости.